# Hypsibarbus malcolmi
Hypsibarbus malcolmi es una especie de peces de la familia Cyprinidae en el orden Cypriniformes. Los machos pueden llegar alcanzar los 50 cm de longitud total. Es un pez de agua dulce que
se encuentra en la península de Malaca, incluyendo los ríos Mekong, Chao Phraya y Maeklong.